# Robert Voloder
Robert Voloder (Francoforte, 9 maggio 2001) è un calciatore tedesco, difensore dello Sporting K.C..

## Carriera

### Club
Prodotto del settore giovanile del Colonia, nella primavera del 2020 ha firmato il rinnovo del contratto fino al 2023. A partire dalla stagione 2020-2021 è stato promosso nella squadra B dove ha giocato 26 partite di Fußball-Regionalliga e segnato una rete.
Nel giugno 2020 è stato prestato al Maribor per una stagione. Ha debuttato il 18 luglio contro il Celje in Prva slovenska nogometna liga. Il 29 dicembre 2021 il giocatore è stato acquistato a titolo definitivo dal club sloveno, ma un mese più tardi è stato acquistato dallo Sporting K.C. in MLS.

### Nazionale
Eleggibile sia dalla Germania che dalla Bosnia ed Erzegovina, ha rappresentato entrambe le nazionali a livello giovanile.

## Statistiche

### Presenze e reti nei club
Statistiche aggiornate al 25 settembre 2023.
| Stagione                    | Squadra                     | Campionato                  | Campionato | Campionato | Coppe nazionali | Coppe nazionali | Coppe nazionali | Coppe continentali | Coppe continentali | Coppe continentali | Altre coppe | Altre coppe | Altre coppe | Totale | Totale | Totale |
| Stagione                    | Squadra                     | Comp                        | Pres       | Reti       | Comp            | Pres            | Reti            | Comp               | Pres               | Reti               | Comp        | Pres        | Reti        | Pres   | Reti   |        |
| --------------------------- | --------------------------- | --------------------------- | ---------- | ---------- | --------------- | --------------- | --------------- | ------------------ | ------------------ | ------------------ | ----------- | ----------- | ----------- | ------ | ------ | ------ |
| 2019-2020                   | Colonia II                  | RL                          | 1          | 0          |                 | -               | -               |                    | -                  | -                  |             | -           | -           | 1      | 0      |        |
| 2020-2021                   | Colonia II                  | RL                          | 26         | 1          |                 | -               | -               |                    | -                  | -                  |             | -           | -           | 26     | 1      |        |
| Totale Colonia II           | Totale Colonia II           | Totale Colonia II           | 27         | 1          |                 | -               | -               |                    | -                  | -                  |             | -           | -           | 27     | 1      |        |
| 2021-2022                   | Maribor                     | 1.SNL                       | 20         | 2          | CS              | 0               | 0               | UECL               | 4                  | 0                  |             | -           | -           | 24     | 2      |        |
| 2022                        | Sporting K.C.               | MLS                         | 12         | 1          | USOC            | 2               | 0               |                    | -                  | -                  |             | -           | -           | 14     | 1      |        |
| 2023                        | Sporting K.C.               | MLS                         | 13         | 0          | USOC            | 2               | 0               |                    | -                  | -                  | LC          | 0           | 0           | 15     | 0      |        |
| Totale Sporting Kansas City | Totale Sporting Kansas City | Totale Sporting Kansas City | 25         | 1          |                 | 4               | 0               |                    | -                  | -                  |             | 0           | 0           | 29     | 1      |        |
| 2023                        | Sporting K.C. II            | MNP                         | 7          | 1          |                 | -               | -               |                    | -                  | -                  |             | -           | -           | 7      | 1      |        |
| Totale carriera             | Totale carriera             | Totale carriera             | 79         | 5          |                 | 4               | 0               |                    | 4                  | 0                  |             | 0           | 0           | 87     | 5      |        |